# Tim Puetz
Tim Puetz (19 de Novembro de 1987) é um tenista profissional da Alemanha. Seu ranking mais alto em simples foi o No. 163 em 2015, e em duplas, No 6, em 2025. Ganhou o ATP Finals de duplas em 2024, foi finalista do US Open de duplas em 2024, e foi campeão de Roland Garros em duplas mistas em 2023.

## Títulos 5 (4-1)

### Duplas 5 (4-1)
| Legenda           |
| Challengers (4-1) |
| Futures           |

| Títulos por Piso |
| ---------------- |
| Duro (2–1)       |
| Saibro (2–0)     |
| Grama (0–0)      |
| Carpete (0–0)    |

| Resultado | No. | Data                  | Torneio      | Superfície | Parceiro        | Oponentes                         | Placar        |
| Campeão   | 1.  | 29 de Julho de 2013   | Liberec      | Saibro     | Rameez Junaid   | Colin Ebelthite Lee Hsin-han      | 6-0, 6-2      |
| Campeão   | 2.  | 4 de Novembro de 2013 | Urtijëi      | Duro       | Christopher Kas | Benjamin Becker Daniele Bracciali | 6-2, 7–5      |
| Campeão   | 3.  | 3 de Abril de 2014    | Saint-Brieuc | Duro       | Dominik Meffert | Philipp Marx Victor Baluda        | 6–4, 6–3      |
| Finalista | 1.  | 21 de Abril de 2014   | Shenzhen     | Duro       | Dominik Meffert | Chris Guccione Samuel Groth       | 3-6, 6-7(5-7) |
| Campeão   | 4.  | 12 de Maio de 2014    | Heilbronn II | Saibro     | Andre Begemann  | Jesse Huta Galung Rameez Junaid   | 6–3, 6–3      |